# Austin Maxi
O Austin Maxi é um hatchback de 5 portas do segmento D que foi produzido pela Austin e mais tarde pela British Leyland entre 1969 e 1981. Foi o primeiro carro britânico a apresentar uma carroceria hatchback.